# Сухој Су-24
Сухој Су-24 (НАТО класификација ) је надзвучни борбени совјетски авион, с променљивом геометријом крила. Налази се у масовној оперативној употреби Ратног ваздухопловства Руске Федерације, а раније и Совјетског Савеза (СССР). По НАТО класификацији има назив енгл. Fencer. Развијен је као фронтовски бомбардер. У наменским варијантама, успешно покрива и више других допунских области примене, као оперативно-тактичко извиђање и електронско ратовање.
Променљива геометрија крила му омогућава адаптацију на контрадикторне услове аеродинамике, у широком распону режима лета, услова полетања, слетања и надзвучних брзина. При минималном углу стреле (од 16 степени) размах крила је 17,64 m, а при највећем (од 69 степени) је 10,37 m.
Су-24 је био први авион Совјетског Савеза са интегрисаним дигиталним напад – навигационим системом. Још увек је у оперативној употреби ратних ваздухопловстава држава бивших република Совјетског Савеза и осталих земаља у које је извезен.

## Тактички-технички захтеви
На основу напретка одбрамбене технологије у свету, шездесетих година 20. века, совјетски војни стручњаци су закључили да је за опремање Совјетског ратног ваздухопловства потребан надзвучни фронтовски бомбардерски авион. Захтевали су да тај авион буде способан, да на малој висини лета, у свим метеоролошким условима, по дану и ноћу, продре до циљева у брањеној дубини територије противника и да их појединачно уништава. Тражена је способност надзвучног лета, а истовремено и способност полетања и слетања с малих полу припремљених стаза. Летом великом брзином, на малој висини се смањује ризик од радарског откривања авиона и његов захват системима противваздухопловне одбране.
Сматрало се да је доктрина потенцијалног агресора заснована на наношењу великих губитака у првом удару, у оквиру инфраструктуре аеродрома и лоцираних авиона на њима. Сагласно с тим су дефинисани захтеви за авион Су-24, који је планиран за растресит распоред базирања, у току своје оперативне употребе. Претпостављало је смањење губитака с првим ударом непријатеља. С друге стране, је тражено да овај авион буде способан за овакве задатке противудара, по непријатељу. 
Овај се прилаз заснивао на искуствима и прилазима у локалним сукобима у томе временском периоду. То је убрзо, у потпуности, и потврђено у израелско-арапском рату 1967. године, када су готово сви борбени авиони тадашње Уједињене Арапске Републике уништени, пре него што су успели и да полете. 
Са сличним америчким F-111 је потврђена претпоставка примене ове категорије авиона, с њим је извршен напад 14. априла 1986. године, на пребивалиште породице либијског вође Моамера Гадафија. Тада је са 18 авиона F-111 извршен такав задатак с продором, у екстремно ниском лету, чак из базе у Енглеској.
Посебно је било тешко испунити захтев, да надзвучни авион може да полеће и слеће с кратких полуприпемљених полетно-слетних стаза. Тада аеродинамика три-соничног крила није била у употреби, као што је касније примењена на авионима JAS 39 грипен, Нови авион, Рафал итд. Компромис за аеродинамику, при полетању и слетању авиона и при његовом надзвучном лету, је тражен кроз адаптацију геометрије његовог крила у току лета, за те различите режиме. За полетно слетне услове с кратких стаза је потребна аеродинамика крила малих брзина (великог коефицијента узгона), без угла стреле, ближа нпр. авиону Ан-2. За надзвучни лет се захтева крило што је могуће мањег таласног отпора, као нпр. код авиона МиГ-21 (танко крило с великим углом стреле и веће тетиве – трапезно).
За овакве екстремне и технолошки контрадикторне услове, је у принципу тешко оптимизовати концепцијско решење авиона, а поготово тешко за тадашњи технолошки ниво развоја Совјетског Савеза.

## Историја и развој
Компромисно решење, за ова два супротна захтева је тражено у механичкој измени угла стреле крила у функцији Маховог броја у току лета, као код авиона F-14 томкет, F-111, Авион торнада, МиГ-23 итд. У механичком аспекту то изискује шарнир у кореном делу полукрила. Полукрило се у шарнирном окову заокреће, у својој тетивној равни, од минималне до максималне вредности угла стреле. То уједно значи да тај шарнир прима и преноси сва оптерећења између полукрила и трупа авиона. Код класичних авиона та оптерећења примају фиксни окови крила, распоређени на растојању у равни његовог попречног пресека (кореног аеропрофила). Пошто овај шарнир трпи велика концентрисана оптерећења, израђује се од титана, у веома строгим толеранцијама склопа у сложеној и скупој технологији. Пеналише се већим локалним габаритима па и већом укупном масом авиона.
Оптимално је да се угао стреле авиона мења по линеарној, непрекидној зависности од Маховог броја лета авиона. То изискује аутоматику високе поузданости и перформанси. Због обавезног испуњења услова симетричности авиона у току лета, у односу на раван симетрије, промена стреле мора бити потпуно синхронизована, за лево и десно полукрило. Већина реализованих авиона с променљивом геометријом крила су из тих разлога с једноставним решењем, ручног управљања с променом угла стреле крила. Најчешће је решење при којима пилот може да командује (бира) три положаја крила: режим полетања и слетања, то је минимални угао стреле, за крстарење (неки изабрани око средине) и максимални је за велике брзине лета авиона.
За лет на малој висини је неопходно да авион има команде лета, у оквиру којих и аутопилот високих перформанси. За екстремно низак лет је неопходан систем за праћење конфигурације земљишта. У овом систему је доминантан подсистем двоструког доплерског радара, који истовремено мери тренутну удаљеност до тла, вертикално испод себе, а и испред себе удаљеност до препреке која тек наилази.
При лету, с великом брзином на малој висини, мотор има велику потрошњу горива на режиму БДС и на режиму СДС. То је у колизији са захтевом за велики тактички радијус, који обезбеђује авиону продор у дубину непријатељске територије. За ублажење овог проблема, развијени су двопроточни турбо-млазни мотори с мањом специфичном потрошњом. Совјети су, у тренутку почетка развоја авиона Су-24, каснили с том технологијом.
Развој авиона Су-24 је трајао десетак година, а серијски стандард је доспео у оперативну употребу после 15 година од тренутка почетка развоја. Разлог за то је што потребне технологије, за испуњење постављених амбициозних услова, нису тренутно биле на располагању конструкторима авиона. У таквој тешкој ситуацији Конструктивни биро Сухоја је покушао да нађе решење у неколико концепцијских опција, чак су их и реализовали у прототиповима. Ти прототипови су имали интерне ознаке Т6. Прототипска истраживања су се првенствено односила на аеродинамику крила и погон.
Прототип Т6-1 је био варијанта с крилом фиксне геометрије и сурогат је елемената авиона с вертикалним полетањем и слетањем. Заснивао се на делта крилу, главном Тумански Р-27Ф2-300 и четири помоћна мотора Колесов РД-36-35, за вертикални потисак (узгон) за смањење стаза полетања и слетања. Ови помоћни мотори су били уграђени у трупу иза кабине, скривени у току лета, а при полетању и слетању вертикално су усмеравали потисак. Овде је очигледан скупи компромис ношења помоћних мотора у току основног лета као мртвог терета. Први лет прототипа Т6-1 је био 2. јула 1967. године. Уочени су ови недостаци. Уклоњени су помоћни мотори, који су лимитирали носивост корисног терета, потребног оружја за извршавање основног задатка у оквиру намене авиона. Уочени су и недостаци класичног делта крила, у условима захтеваних кратких стаза полетања и слетања. На основу стечених искустава је конципиран и развијен други прототип Т6-2И, који је полетео 17. јануара 1970. године. Овај прототип су покретала два мотора Љулка АЛ-21Ф, а крило је било променљиве геометрије. Два уместо једног погонског мотора је веома важно за повећање поузданости преживљавања овог типа авиона при његовом продору кроз непријатељску брањену територију. Делта крило је замењено с крилом променљиве геометрије, преко промене угла стреле од 16° до 69°. Испитивања прототипа Т6-2И, су показала испуњење постављених захтева. Постигнуте су солидне перформансе у критичним фазама лета, полетање, слетање и надзвучни лет на малој висини. Први серијски примерци авиона су се појавили 1974. године, али званично су уведени у оперативну употребу тек две године касније, када су завршена државна испитивања.
Аналитичари Натоа су били узнемирени, указујући на високе борбене способности авиона Су-24. Упоређивали су га с F-111А. Су-24 није патио од мана, које је F-111A испољавао. По спољашњости су та два авиона били слични, али су се разликовали по почетној намени. Совјетски авион се развијао, од почетка, у фронтовског ловца-бомбардера, а F-111A је почетно планиран као ловац, за постизање превласти у ваздушном простору. Када се показало да F-111A не може извршавати претпостављене задатке, преквалификован је у јуришни авион. Су-24 је од почетка концептиран да лети ниско, да прати конфигурацију терена и да носи много оружја. То је требало да осигура продор у непријатељску територију са мање ризика, која је брањена и која је под потпуном контролом осматрачких радара противника. Такав лет пилоти морају дуго да тренирају, што су совјетски пилоти ретко радили, јер су њихови команданти избегавали одговарајући ризик и одговорност.

## Опис авиона
Авион Су-24 је двомоторни висококрилац, са стајним трапом типа трицикл. Главне ноге стајног трапа, причвршћене су за централну секцију трупа и увлаче се у његове гондоле. Усисници су бочни, хоризонтални реп целообртни, а вертикални реп класични с крмилом. Седишта пилота се могу катапултирати. То је први совјетски авион са седиштем које се може катапултирати при нултој брзини и при нултој висини (0 – 0).
Структура авиона је израђена од легура алуминијума. Центроплански део крила је спојен с трупом и има фиксан угао стреле у нивоу крајње вредности целог крила, то јест од 69°. Бочни делови (краћи су од полукрила), могу се закретати око шарнира, од почетних 16° до крајњих 69°, угла стреле. За екстремно повећање коефицијента узгона, на малим брзинама при полетању и слетању, отклања се нападна и излазна ивица крила, дуж целог размаха (предкрилца).
Авион Су-24 носи спољње терете на осам линија носача и то два испод центроплана, два испод померљивог дела крила и четири испод трупа, укупне масе до 8.000 kg (варијанта Су-24М). Према потреби се носачи преко адаптера могу подесити за ношење мањег терета, ракетног и бомбардерског наоружања, у гроздовима.

### Погон
У авион Су-24 су уграђена два турбомлазна мотора АЛ-21Ф-З с уређајем за допунско сагоревање (СДС). Током оперативне употребе, овај мотор је унапређиван, у нпр. АЛ-21Ф-3А с бољим перформансама на режиму БДС.
Мотор АЛ-21Ф3 поседује четрнаесто степенасти компресор, аутоматску регулацију мешања горива и противпожарну заштиту. Сваки мотор је понаособ интегрисан са засебним бочним усисником ваздуха.
Карактеристике мотора
| - Перформансе - потисак СДС од 2 х 110 , - потисак БДС од 2 х 76,5 , - специфична потрошња СДС 186 и - специфична потрошња ВДС 76 . | - Геометрија мотора: - дужина 5.340 - пречник 1.030 - Маса мотора ≈ 1.700 |

## Наоружање
Доста је велика диференцијација у наоружању између варијанти авиона Су-24. Свакако да је најбољи репрезент за приказ најнаоружанија варијанта Су-24М. Опције његових могућности ношења оружја су приказане са скицом и с табелом.
Основни садржаји у комбинацијама ношења наоружања авиона Су-24М су:
- Ватрено наоружање
  - Топ ГШ-6-23, с 500 граната.
- Ракетно наоружање.
  - Ваздух-ваздух
    - IC ракета за блиску борбу Р-60.
    - Ракета средњег домета Р-73.

  - Ваздух-земља
    - Радиом вођена ракета КШ-23.
    - Ласером вођена ракета КШ-25МЛ.

- -     - Против радарска ракета КШ-28, или КШ-31 или КШ-58.
    - Комбиновано вођена ракета ласер/ТВ КШ-29.
    - ТВ вођена ракета КШ-59.
    - Невођене С-5, С-8, С-13Т, С-13ОФ, С-24Б, С-25ОФ и С-25ОФМ.
- Бомбардерско наоружање 
  - ТВ вођена бомба КАБ-500КР.
  - Ласером вођена бомба КАБ-1500Л.
  - Опште намене бомбе АБ-100, АБ-500, ФАБ-250.
  - Тактичке нуклеарне бомбе Делта.

Збирни лансери-контејнери (лансери) за невођене ракете су:
- УБ-32А за ракете С-7.
- Б-8М за ракете С-8.
- Б-13Л за ракете С-13.

## Варијанте
Совјетски авиони се по изнуђеној традицији производе у партијама измењеног стандарда. У ходу се, на основу искуства, потребе и пристиглих технологија за употребу, развијају нове варијанте из почетног стандарда авиона.
- Су-24  енгл. Fencer-A је основни серијски авион.[2]
- Су-24 енгл.  је из 15. лота (лансиран стандард) производње, с незнатним изменама у односу на први лот. Најзначајнија измена је уградња кочног падобрана у репни део хрбата.[4]
- Су-24 енгл.  је из 24. лота производње, с незнатним изменама у односу на први лот. У одређеном делу је измењена електроника.[4]
- Су-24М енгл. Fencer-D је побољшана јуришна варијанта, с нападно навигацијским системом ПНС-24 тигерт, који је објединио осматрачки радар Орион-А, радар за праћење терена и уређаје за употребу ласерских, радио и ТВ вођених ракета и бомби. За самозаштиту авион је добио систем БКО-2 карпати који се састоји од сигнализатора радарског зрачења СРО-15 берјоза, IC детектора (пеленгатора) Л-82 мак (који открива топлотни одраз нападачког авиона и ракета), уређаја за активно електронско ометање СПС-161 геранијум и спремника за IC и радарске мамце АПП-50. Подвесни контејнер с опремом, обезбеђује примену противрадарских ракета. Су-24М је први совјетски авион, тактичке намене, опремљен уређајем за пријем горива у лету. Инертан гас је инсталиран у систему за безбедност од пожара. Максимална носивост спољњег терета је масе до 8.000 kg. Сухој је понудио неколико решења за унапређивање овог авиона на почетку 21. века. Најједноставнија је уградња ЏПС-а и нишанског уређаја за ракете ваздух-ваздух Р-73, а најкомпликованији захват је замена целокупне авионике с авиона Су-27ИБ. Први лет прототипа Су-24М је направљен 24. јула 1977, а серијска производња је започела 1978. године. Су-24М је у оперативној употреби у Совјетском Савезу, односно у Русији од 1979. године, у нивоу од 635 комада.[2][7][9][10]
- Су-24МД енгл. Fencer-D је извозна варијанта настала од Су-24М, по захтеву и укусу богатијих купаца с блиског истока. На њему је скинут је систем за легитимисање „пријатељ / непријатељ”.
- Су-24МР енгл. Fencer-E је фронтовски извиђач, намењен је за прикупљање података у дубини од 400 km, од прве борбене линије. Нема аналогног иностраног пандама по интегрисаној интелигенцији. Функционална испитивања су извршена од 1980. до 1983. године. Опрема му обезбеђује извиђање дању и ноћу, при свим временским условима, у широком распону брзина и висина лета. Пренос података је у реалном времену. Користи системе:
- ТВ-камера испод предњег дела трупа авиона.
- Панорамске камере, с филмом, у носу авиона и испод левог усисника мотора.
- Осматрачки радар за бочно осматрање и радар за праћење терена.
- Ласерски скенер носи испод трупа (по избору).
- Контејнер с опремом за радио-техничко извиђање носи испод крила.
- Контејнер за IC скенирање (по избору).
- Контејнер за електронско извиђање.

Информације се преносе, на обраду, у земаљску станицу. Филмови се избацују падобраном, а остале информације радио везом, у реалном времену. 
Су-24МР је уведен у наоружање 1984. године, а произведен је у малом броју. Његове карактеристике нису објављене у јавним изворима.
- Су-24МП енгл. Fencer-F је паралелно развијан с Су-24МР, као варијанта за електронско ратовање. Поседује интегрисани подвесни контејнер за електронско ратовање, где је доминантан ометач радарских и радио сигнала, велике снаге.

Су-24МП је развијен из Су-24М, коме је редуковано наоружање. Скинут му је топ, а остављено му је само да носи две одбрамбене ракете Р-60, под левим крилом.
Су-24МП се одлично уклопио у руски систем противваздухопловне одбране. Детаљнији подаци о његовој опреми су тајна, те и нису публиковани.

## Борбена употреба

### Совјетски рат у Авганистану
У Совјетском рату у Авганистану, почињу да се први пут оперативно и борбено користе авиони Су-24, од 1984. године. У тој првој борбеној употреби Су-24 је примењен у улози која одступа од његове основне намене. Планински терен је потпуно искључио могућност његовог неприметног доласка до циља и његовог прикривања са екстремно ниским летом. Противавионски положаји су проналажени током лета на средњим висинама. Са висине од око 5.500 m уништавани су утврђени положаји муџахедина, с класичним авио-бомбама масе 250-500 килограма, са укупном могућношћу носивости авиона 7 до 8 тона и долетом до 2.400 km. Повремени покушаји употребе вођених ракета су били разочаравајући промашај, јер су циљеви јако тешко проналажени у кршевитом планинском терену. Непосредни разлог за укључивање Су-24 у војне акције је планирање велики офанзиве совјетских трупа на упоришта муџахедина, за пролеће-лето 1984. године. У овој операцији Су-24 је бомбардовао одбрамбене положаје муџахедина дуж трасе наступања совјетских трупа, „тепихом” бомби. Напади су извођени са висине од 5.000 m. Међутим, нису донели очекиване резултате. Делом због превелике (неодговарајуће) висине и брзине лета авиона при дејству и ниске ефикасности коришћених бомби. За утврђена упоришта, са дебелим зидовима, потребан је директан погодак. Су-24 се показао као поуздан систем, али није могао бити ефикасан за ове услове. Уосталом, за такву примену није ни био намењен. Међутим, када је у питања борба против живе силе на фронту, изван чврстих утврђења, био је најбољи. Предност је дата дејству моћним авио-бомбама ФАБ-1500 у комбинацији са РБК-500. Прво су са ФАБ-1500 разарани и рушени заклони, а са РБК-500, са стотинама хиљада челичних куглица пречника 5,5 mm, уништавана жива сила на површини од 400 до 600 квадратних метара - конкретно муџахедина, који су се крили у пејзажу простора ратишта. Укупно је само један Су-24 изгубљен, 18. децембра 1988. године и то не у борби. Авион се враћао из борбене мисије, при слетању на аеродром је промашио писту, и запалио се. Пилот је том приликом погинуо.

### Заливски рат
Током Заливског рата 1991. године, ирачко ваздухопловство је евакуисано својих 30 примерака Су-24MK у Иран. Пет је уништено на земљи, док је један преживео операције и остао је у оперативној употреби и после рата.

### Рат за Нагорно-Карабах
Авиони, које је наследио Азербејџан ограничено су коришћени током Рата за Нагорно-Карабах.

### Грађански рат у Таџикистану
Узбекистански авиони Су-24 су учествовали у грађанском рату у Таџикистану. Један је у тим догађајима и уништен.

### Руско – чеченски сукоб
Најинтензивнија борбена употреба руског авиона Су-24 је била током два рата у Чеченији. Укупно на Северном Кавказу су оборена три авиона Су-24, а још су три спаљена на аеродрому, у припреми за борбени лет. Много је успешнији био Су-24 у Првом чеченском рату, где су с њим уништавани циљеве унутар урбаних средина. Потпуно је разорена председничка палата, у средишту Грозног, бомбама са ласерским вођењем КАБ-500Л. У дејствима, у септембру 1999. године, су авиони Су-24М вођеним средствима потпуно разорили све битније објекте инфраструктуре чеченске парадржаве.

### Рат у Јужној Осетији 2008.
Руски авиони Су-24 су такође коришћени током рата у Јужној Осетији 2008. године. У званичним извештајима губици авиона Су-24 нису наведени, али неки стручњаци указују на губитак два авиона овог типа. У 2012. години, потпуковник Владимир Богодухов, добио је за борбене мисије у Јужној Осетији, титулу хероја Русије, изјавио је у интервју за лист „Аргументи и факти”, да је противавионским пројектилом оборен један Су-24, посада авиона се катапултирала изнад локације руских трупа.

### Грађански рат у Либији
Током либијског грађанског рата, 5. марта 2011. године, побуњеници су противавионском артиљеријом оборили либијски војни Су-24МК. Оба члана посаде су погинули. Репортер BBC-а је био на лицу места убрзо након догађаја снимио део ваздухоплова.

### Грађански рат у Сирији
Од новембра 2012. године, 18 месеци након почетка сиријске грађанског рата и четири месеца након почетка дејства ваздухопловства. Војни сиријски авион, Су-24 је снимљен да дејствује по положају побуњеника. Сиријско ваздухопловство је претрпело свој први губитак авиона Су-24, унапређене верзије MK2, са ракетом земља-ваздух Игла, 28. новембра 2012. године. Један од чланова посаде, пуковник Зиад Дауд Али, се повредио и снимљен како је одведен у теренску болницу побуњеника. 
Турски авиони F-16, оборили су сиријски Су-24, у израелском ваздушном простору на дубини 800 m, 23. септембра. 2014. године.

### Рат на истоку Украјине
У сукобу на истоку Украјине, према украјинским подацима, 4. октобра 2014. године, оборен је ватром са земље један Су-24, а два Су-24М и један Су-24 су изгубљени због отказа опреме.

### Руска војна операција у Сирији
Руско ратно ваздухопловство је укључило дванаест авиона Су-24М2 у своју своју базу у Латакији, у Сирији, 30. септембра 2015. године, да се боре против терористичке организације „Исламска држава” у оквиру Руске интервенције ваздухопловним дејствима.

Турске војне снаге су обориле руски војни авион Су-24, на граници са Сиријом, 25. 11. 2015. године, при повратку са легалног задатка, бомбардовања положаја џихадиста на сиријској територији. Русија тврди да авион није повредио турски ваздушни простор и да је летео на висини од 6.000 m. Оба пилота су се катапултирали. Једног повређеног пилота су, после приземљења, сиријски побуњеници заробили и убили. Другог су пронашли сиријски војници и транспортовали су га у руску базу.

## Удеси и катастрофе
Логичан је закључак да је склоп човек-машина, у случају авиона Су-24 и пилота, доста сложен и отежано адаптиван. Томе доприносе доста тешки захтеви за тренутно расположиву технологију за њихово испуњење и веома сложено летење на екстремно малим висинама, при одсуству одговарајуће опремљености и аутоматизације.
Последица тога је велики проценат удеса и то с тешким последицама. Није случајно да је само у току испитивања у лету изгубљено 14 авиона Су-24 и Су-24М. Произилази да је статистички годишњи просек од 5-6 удеса и катастрофа рекордан. То је највећи просек удеса у односу на остале авионе у Русији.
Без обзира на велики број произведених авиона Су-24 и њихове још увек активне употребе, намеће се потреба њихове замене са Су-34, или с неким још напреднијим, у перспективи. Удеси су табеларно приказани у наредним изворима и због обимности нису пренети у чланак.

## Корисници
- Ангола — 12 Су-24, 2010. године.[35]
- Азербејџан — 1 Су-24, 2010. године.[36]
- Алжир — 34 Су-24М / Су-24МК и Су-24Е, 2010. године.[37]
- Казахстан — 23 Су-24М и 12 Су-24МР, 2010. године.[38]
- Иран — 30 Су-24MK. године.[39]
- Русија — у наоружању је око 123 Су-24М, Су-24М2, Су-24МР и Су-24МП.[40] При увођењу у борбене јединице Су-34, Су-24 се повлаче, а до 2020. године, морају бити потпуно уклоњени из руског ваздухопловства.[41]
- Сирија — 19 Су-24, 2010. године.[42]
- Узбекистан — 23 Су-24, 2010. године.[43]
- Украјина — 21 Су-24М (55 у резерви) и 12 Су-24МР, 2013. године.[44]

### Бивши
- Белорусија — 23 Су-24М и 12 Су-24МР, 2010. године.[45] У фебруару 2012. године, најављено је њихово повлачење.
- Ирак — 18-24 авиона, одређен број уништен током рата 1991. године, а остали прелетели у Иран.
- Либија — 6 авиона Су-24МК, 2010. године. Уништени су током грађанског рата.
- СССР — 1.000 примерака.[46]

## Карактеристике
| Параметри                                                                     | Варијанте                                                             | Варијанте                                                                    | Варијанте                                                                    |
| Параметри                                                                     | Су-24                                                                 | Су-24МК                                                                      | Су-24М2                                                                      |
| Намена                                                                        | Фронтовски бомбардер                                                  | Фронтовски бомбардер                                                         | Фронтовски бомбардер                                                         |
| Дужина []                                                                     | 22,67                                                                 | 24,53                                                                        | 24,53                                                                        |
| Распон крила []                                                               | 10,36 (угао стреле 69°) 17,63 (угао стреле 16°)                       | 10,36 (угао стреле 69°) 17,63 (угао стреле 16°)                              | 10,36 (угао стреле 69°) 17,63 (угао стреле 16°)                              |
| Површина крила [m²]                                                           | 55,17 (угао стреле 16°)                                               | 55,17 (угао стреле 16°)                                                      | 55,17 (угао стреле 16°)                                                      |
| Виткост крила                                                                 | 5,63 (угао стреле16°)                                                 | 5,63 (угао стреле 16°)                                                       | 5,63 (угао стреле 16°)                                                       |
| Специфично оптерећење крила []                                                | Минимално : 383 Номинално : 631 Максимално: 689                       | Минимално : 404 Номинално : 690 Максимално: 793                              | Минимално : 383 Номинално : 653 Максимално: 720                              |
| Висина авиона []                                                              | 6,19                                                                  | 5,97                                                                         | 5,97                                                                         |
| Пречник трупа []                                                              | 3,31                                                                  | 3,31                                                                         | 3,31                                                                         |
| Растојање између точкова []                                                   | 8,51                                                                  | 8,51                                                                         | 8,51                                                                         |
| Маса празног авиона []                                                        | 21.150                                                                | 22.320                                                                       | 21.150                                                                       |
| Нормална маса при полетања []                                                 | 34.830                                                                | 38.040                                                                       | 36.000                                                                       |
| Максимална маса при полетања []                                               | 38.000                                                                | 43.755                                                                       | 39.700                                                                       |
| Максимална маса при слетању []                                                | 24.000                                                                | 27.900                                                                       | 24.500                                                                       |
| Максимална количина горива []                                                 | ?                                                                     | 11.100                                                                       | 9.800                                                                        |
| Однос масе горива и укупне масе                                               | ?                                                                     | 0,29                                                                         | 0,27                                                                         |
| Максимална брзина [km/h]                                                      | 2.317 M = 2,18 (на оптималној висини) 1.350, M = 1,15 (на нивоу мора) | 2.317, M = 2,18 (на оптималној висини) 1.350, M = 1,15 (на нивоу мора )      | 2.317, M = 2,18 (на оптималној висини) 1.350, M = 1,15 (на нивоу мора)       |
| Плафон лета []                                                                | 17.500                                                                | 17.500                                                                       | 17.500                                                                       |
| Стаза полетања []                                                             | 900                                                                   | 1.300                                                                        | ?                                                                            |
| Стаза слетања []                                                              | 850                                                                   | 950                                                                          | ?                                                                            |
| Тактички радијус (профил лета) []                                             | ?                                                                     | 320 (ниско-ниско-ниско) 950 (ниско-ниско-високо) 1.050 (високо-ниско-високо) | 320 (ниско-ниско-ниско) 950 (ниско-ниско-високо) 1.050 (високо-ниско-високо) |
| Долет []                                                                      | 2.500                                                                 | 2.775                                                                        | ?                                                                            |
| Оптерећење []                                                                 | + 6g                                                                  | + 6g                                                                         | + 6g                                                                         |
| Мотор                                                                         | 2 х Љулка АЛ-21Ф-3                                                    | 2 х Љулка АЛ-21Ф-3                                                           | 2 х Љулка АЛ-21Ф-3А                                                          |
| Потисак [kN] (СДС), с допунским сагоревањем) (БДС), без допунског сагоревања) | СДС, 2 х 109,87 БДС, 2 х 75                                           | СДС, 2 х 109,87 БДС, 2 х 75                                                  | СДС, 2 х 109,87 БДС, 2 х 76,52                                               |
| Однос потиска СДС и масе [N/kg]                                               | 1,06 (празан) 0,64 (номинално) 0,59 (максимум)                        | 1,00 (празан) 0,59 (номинално) 0,51 (максимум)                               | 1,06 (празан) 0,62 (номинално) 0,56 (максимум)                               |
| Посада                                                                        | пилот + навигатор                                                     | пилот + навигатор                                                            | пилот + навигатор                                                            |